# IC 2163
IC 2163 est une galaxie spirale barrée située dans la constellation du Grand Chien. Elle a été découverte par l'astronome américain Herbert Alonzo Howe en 1898.

## Caractéristiques
Sa vitesse par rapport au fond diffus cosmologique est de 2 800 ± 19 km/s, ce qui correspond à une distance de Hubble de 41,3 ± 2,9 Mpc (∼135 millions d'al).
IC 2163 présente une large raie HI et c'est une galaxie lumineuse dans l'infrarouge (LIRG). La luminosité de la galaxie IC 2163 dans l'infrarouge lointain (de 40 à 400 µm)  est égale à 6,92 × 1010 (1010,84{\displaystyle L_{\odot }}) et sa luminosité totale dans l'infrarouge (de 8 à 1 000 µm) est de 9,12 × 1010 {\displaystyle L_{\odot }} (1010,92{\displaystyle L_{\odot }}).
À ce jour, cinq mesures non basées sur le décalage vers le rouge (redshift) donnent une distance de 21,940 ± 8,733 Mpc (∼71,6 millions d'al), ce qui est nettement à l'extérieur des valeurs de la distance de Hubble.

## Fusion avec IC 2163

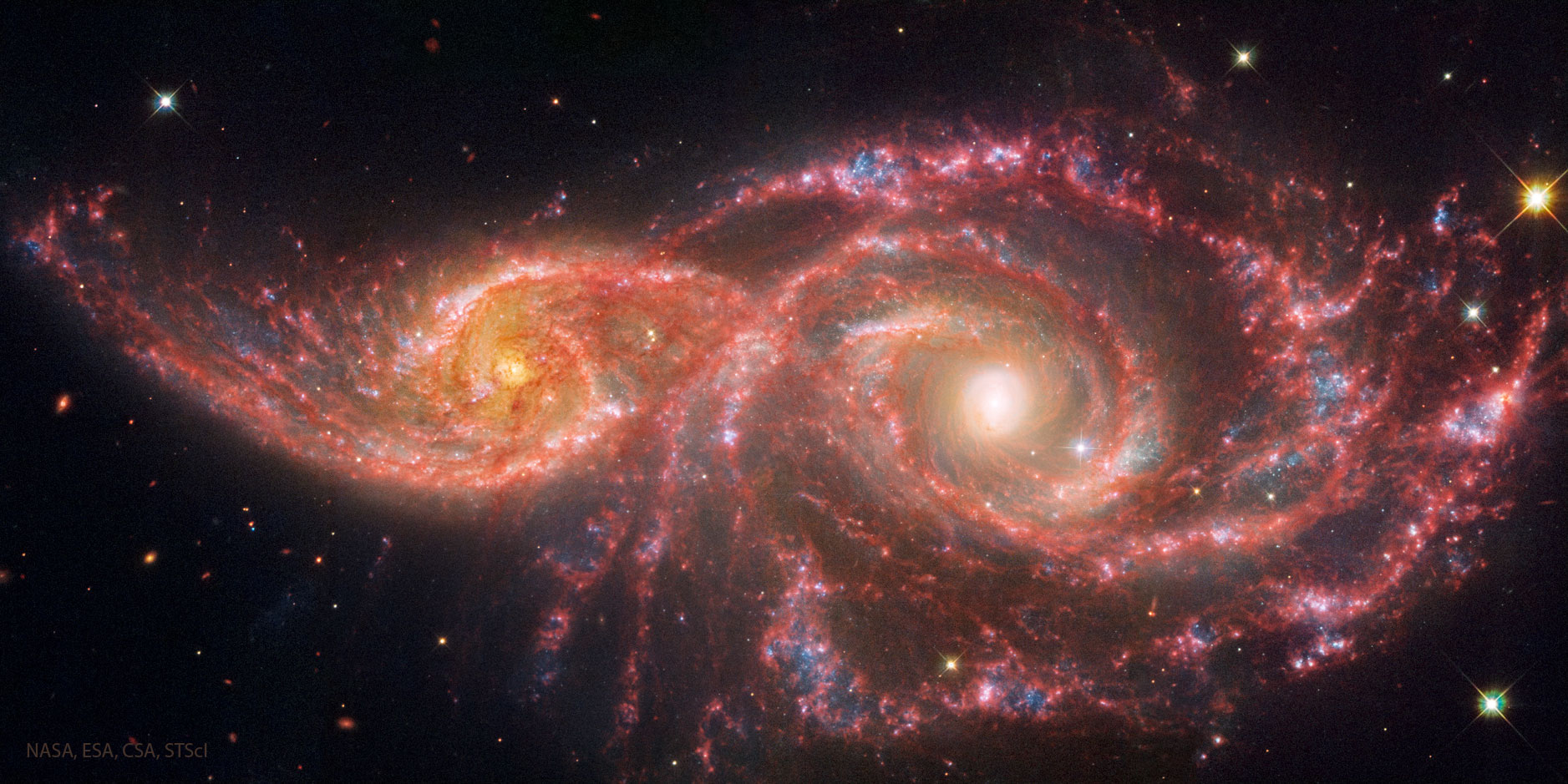
Fusion des galaxies NGC 2207 et IC 2163 (télescope spatial Hubble en lumière visible et télescope spatial Webb en infrarouge

Comme on peut le voir sur les images de cette paire de galaxies, IC 2163 est actuellement en interaction avec NGC 2207, une autre galaxie spirale. NGC 2207 est en train d'attirer toute la matière de son compagnon. NGC 2207 entre donc en collision et fusionne avec IC 2163. À l'inverse de NGC 4676 et des galaxies des Antennes, elles ont encore conservé leur apparence originelle de galaxie spirale. En effet, elles n'en sont qu'à la première étape de la fusion. Dans environ un milliard d'années, elles fusionneront en une galaxie elliptique.

## Galerie

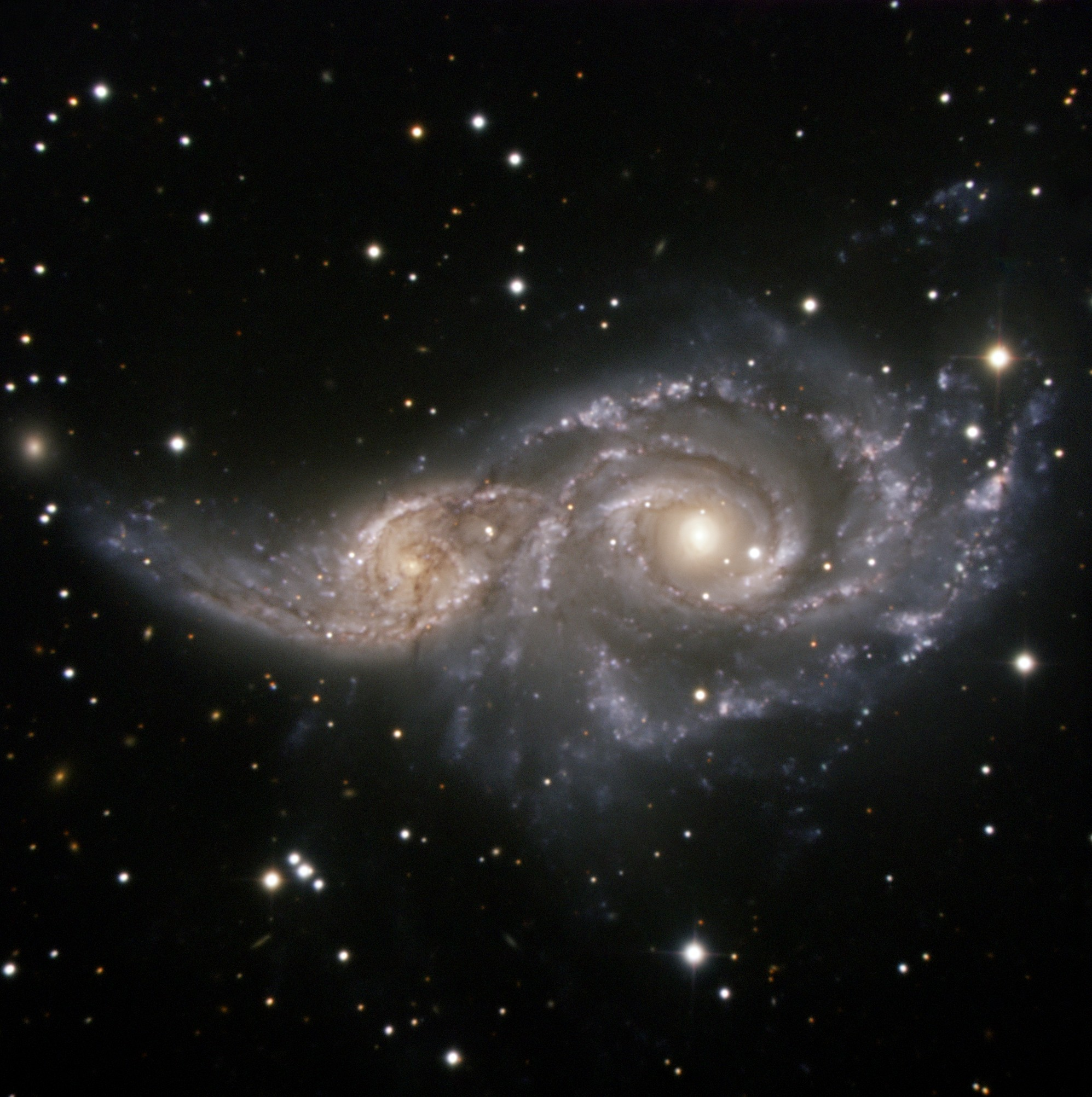
Image de NGC 2207 et d'IC 2163 par l'Observatoire européen austral.
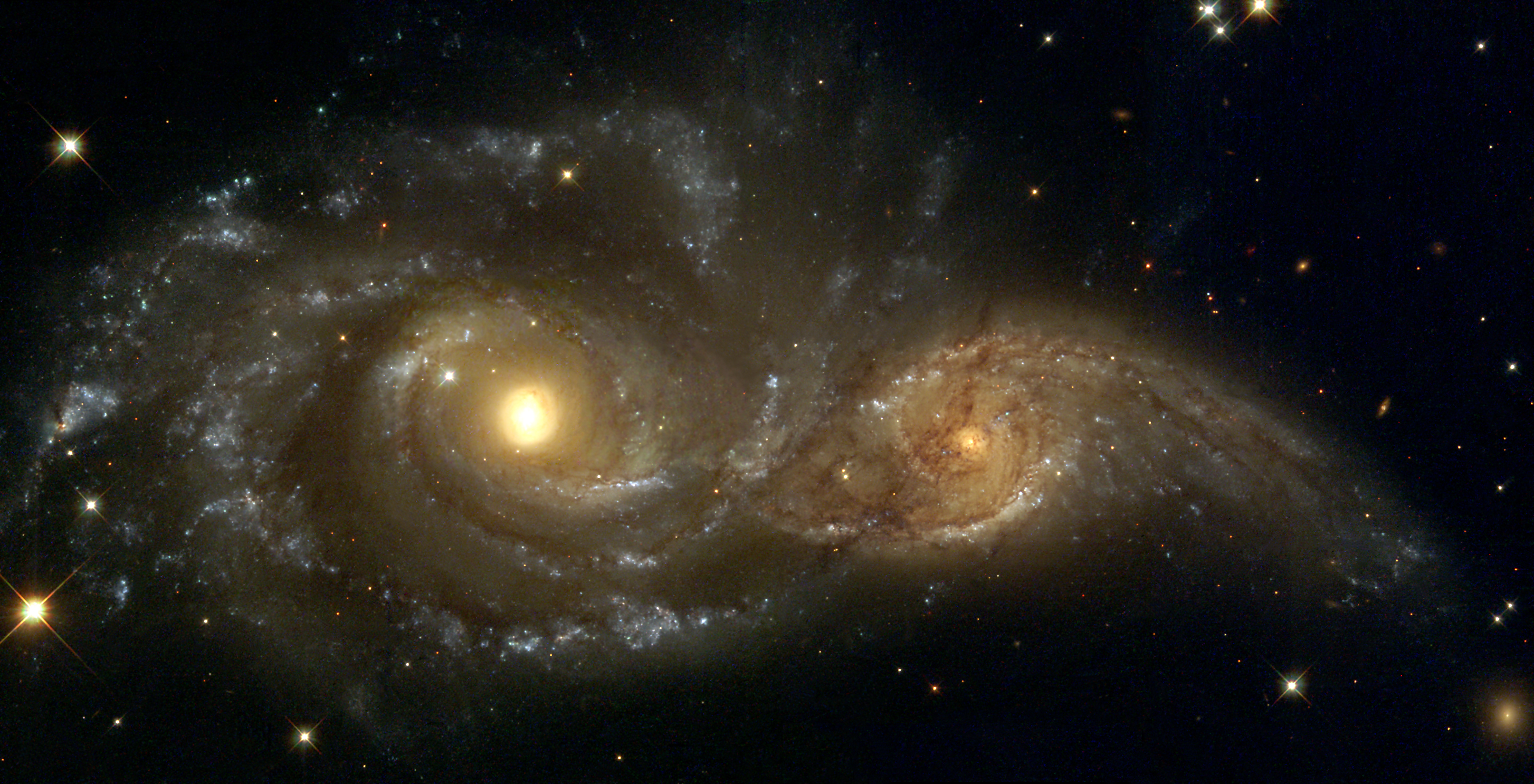
NGC 2207 à gauche et IC 2163 par le télescope spatial Hubble.
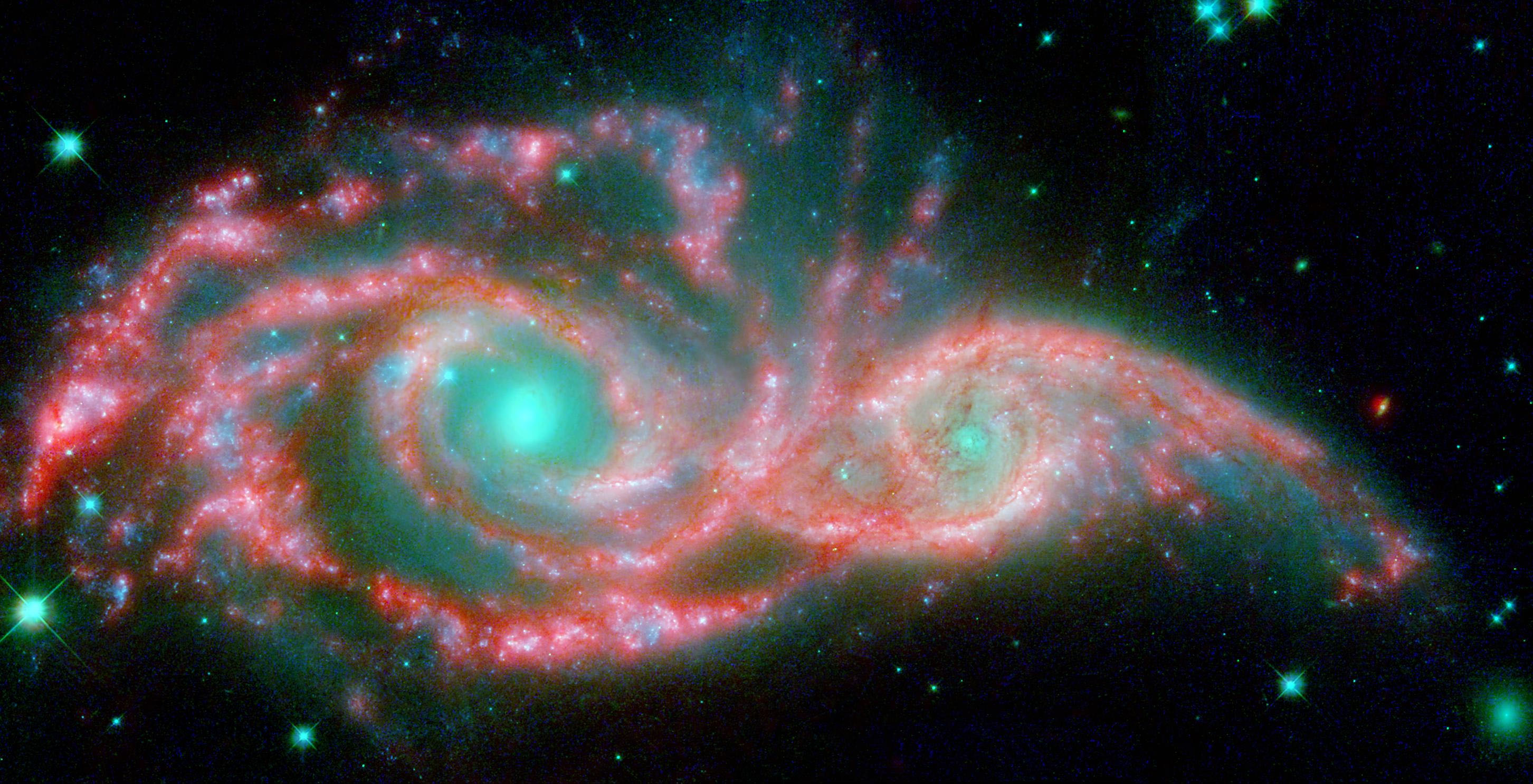
Image en fausses couleurs de NGC 2207 et d'IC 2163 dans le domaine de l'infrarouge basée sur les données captées par le télescope spatial Spitzer.
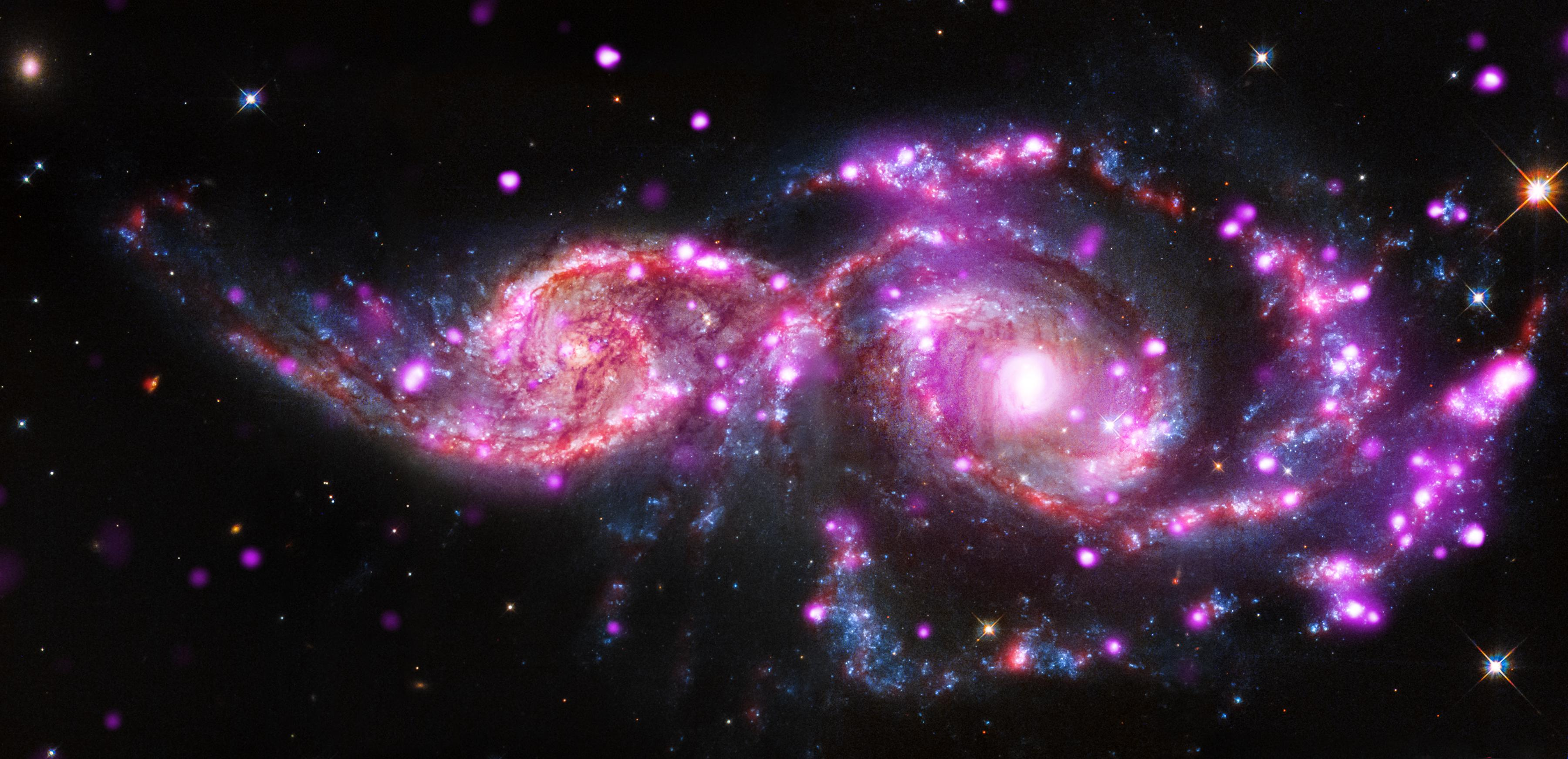
Image en fausses couleurs de NGC 2207 et d'IC 2163 dans le domaine des rayons X basée sur les données captées par télescope spatial Chandra.